# Rathaus Schöneberg (métro de Berlin)
Rathaus Schöneberg est une station de la ligne 4 du métro de Berlin, dans le quartier de Schöneberg.

## Géographie
La station se situe à proximité de la mairie de Schöneberg (Rathaus Schöneberg) qui lui a donné son nom. Elle est ouverte de l'autre côté sur le Rudolph-Wilde-Park.

## Histoire
La station est construite dans le style Art nouveau avec des fenêtres donnant vue à la fois sur la mairie et sur le parc, comme à la même époque la station Spittelmarkt de la ligne 2 et la station Opernhaus à Nuremberg.

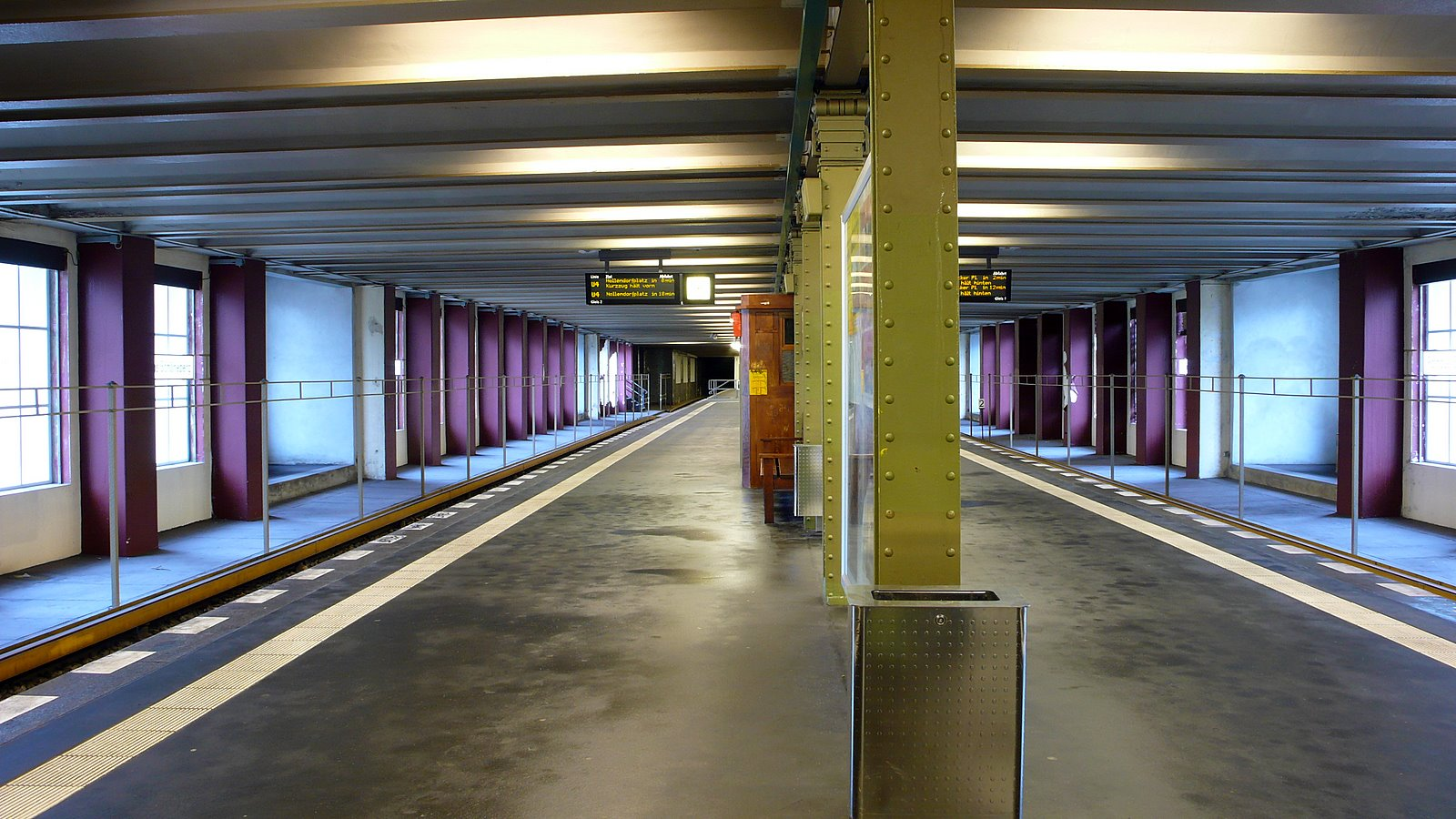
Intérieur de la station

Pendant la Seconde Guerre mondiale, la station est endommagée en 1940, totalement détruite en 1945, laissé en l'état jusqu'en 1951, puis reconstruite à l'identique. Les carreaux bleus sont remplacés par des carreaux beiges. En 1973, les barrières d'origine en béton sont détruites et remplacées par d'autres en acier.
Au moment où l'on expérimente l'autorisation de la ligne 4 en 1981, la BVG installe une vidéosurveillance. À cause d'une trop forte luminosité qui gêne l'enregistrement, on installe en 1983 des stores sur les fenêtres à l'ouest. Ils ont été retirés.
En 2002, la station est entièrement rénovée. On reconstruit le hall. À l'extrémité sud de la plate-forme, un petit escalier est créé comme une sortie de secours supplémentaire. La station est classée monument historique.

## Correspondances
La station de métro n'a pas de correspondance avec le réseau de bus de Berlin, l'arrêt de bus le plus proche se trouve à 250 m dans la Martin-Luther-Straße.